# Vuelo 2885 de United Airlines
El vuelo 2885 de United Airlines fue un vuelo de carga programado desde Cleveland a Los Ángeles, con escala en Detroit. El 11 de enero de 1983, un Douglas DC-8 que operaba el vuelo 2885 se estrelló después del despegue de Detroit, matando a los 3 tripulantes. La investigación de la Junta Nacional de Seguridad del Transporte (NTSB) determinó que la causa del accidente fue un error del piloto.

## Causas
La investigación de la Junta Nacional de Seguridad del Transporte (NTSB) reveló que, durante el cambio de carga en Detroit, los pilotos tuvieron una conversación en la cabina del piloto; En un momento, el capitán le preguntó al primer oficial si le gustaría intercambiar asientos con el ingeniero de vuelo y permitirle realizar el despegue (contrario a las reglas de United Airlines y de la Administración Federal de Aviación). El primer oficial aceptó la propuesta; El ingeniero de vuelo expresó sus dudas, pero finalmente cedió y cambió de asiento. 
Como descubrieron los investigadores, el ingeniero de vuelo ingresó a un entrenamiento de actualización de primer oficial DC-8 en junio de 1979; sin embargo, los instructores encontraron sus habilidades menos que adecuadas y el entrenamiento se terminó dos meses después. El ingeniero de vuelo reanudó su entrenamiento de primer oficial en febrero de 1980, esta vez para el Boeing 737; mientras mejoraba, sus habilidades seguían siendo inadecuadas, como dijo su instructor, "...su actitud no podría ser mejor y es muy trabajador, sin embargo, no ha progresado normalmente en su primer año completo como primer oficial". Después de varias verificaciones fallidas en ruta y competencia, el gerente de capacitación y el ingeniero de vuelo acordaron no volver a ofertar por las vacantes de piloto y seguir siendo ingeniero de vuelo por el resto de su carrera. 
Se descubrió que la razón directa de una posición anormalmente elevada es un ajuste de ajuste del estabilizador excesivamente alto (7,5 unidades ANU) probablemente, en la confusión debido al cambio de asientos, los pilotos no pudieron restablecer la configuración de compensación mientras realizaban las listas de verificación de despegue (se informó que el primer oficial cometió este error ocasionalmente) despegando por la noche, sin referencias visuales, el ingeniero de vuelo inexperto no logró corregir la actitud a tiempo, lo que provocó oleadas de motores, atascamiento de aviones y, finalmente, una pérdida molesta e irrecuperable. No se sabía por qué el capitán no logró corregir la situación; Una posibilidad era que el ingeniero de vuelo se congeló en los controles mientras colocaba el DC-8 en un banco gradual, y las entradas opuestas del capitán no tuvieron efecto en el movimiento del estabilizador. La decisión del capitán de permitir que el ingeniero de vuelo realizara el despegue se consideró un factor contribuyente en el accidente. 
Durante una investigación, otros Pilotos de United admitieron de forma anónima que el intercambio de asientos e ingenieros de vuelo que realizaban despegues y/o aterrizajes, aunque era algo raro, no eran desconocidos en los vuelos en ferry o carga.

## Cronología
El avión involucrado en el accidente, un Douglas DC-8-54F de 14 años, con matrícula N8053U, partió del Aeropuerto Internacional de Detroit a las 22:15 CST del 10 de enero de 1983, operando el Vuelo 2894 de United Airlines con destino a Cleveland, Ohio. En Cleveland, el vuelo se convirtió en United 2885; el DC-8 partió de Cleveland a las 01:15 el 11 de enero. Llegó al aeropuerto de Detroit a las 01:52; Después de un cambio de carga y reabastecimiento de combustible, el avión comenzó su despegue a las 02:51. Después de despegar, los testigos describieron que la punta del avión se elevó a una posición inusualmente alta, causando sobretensiones temporales del motor (los testigos en el terreno informaron erupciones ocasionales de los motores); poco después, el DC-8 comenzó a girar gradualmente a la derecha, y finalmente entró en una situación de pérdida. Cuando las alas alcanzaron un banco de casi 90 grados, y a una altitud de aproximadamente 1.000 pies (300 m), el avión se detuvo y cayó al suelo, explotando al impactar.